# Harrie Meyers
Harrie Meyers (conhecido também como Harie Meijers) (Maastricht, 5 de dezembro de 1879 - Idem, 14 de abril de 1928) foi um ciclista neerlandês, que foi profissional entre 1896 e 1909. Dedicou-se ao ciclismo de pista, especialmente na velocidade. Conseguiu três medalhas aos Campeonatos do Mundo da especialidade.

## Palmarés
- 1897
  - Campeão dos Países Baixos de velocidade
- 1898
  - Campeão dos Países Baixos de velocidade
- 1899
  - Campeão dos Países Baixos de velocidade
- 1900
  - Campeão dos Países Baixos de velocidade 
  - 1.º no Grande Prêmio de Copenhaga em velocidade
- 1902
  - Campeão dos Países Baixos de velocidade
  - 1.º no Grande Prêmio de Paris
- 1903
  - 1.º no Grande Prêmio de Paris